# 蔴花玉黍螺
蔴花玉黍螺（学名：Littoraria articulata）为玉黍螺科玉黍螺屬下的一个种，舊屬中腹足目，今已重新分類為高腹足類支序（Hypsogastropoda）的成員。
主要分布于韩国、中国大陆、台湾，常栖息在河口红树林地区。